# Rezerwat przyrody Siedliszcze
Siedliszcze – faunistyczny i leśny rezerwat przyrody znajdujący się na terenie gminy Białopole, w powiecie chełmskim, w województwie lubelskim.
- położenie geograficzne: Obniżenie Dubieńskie
- powierzchnia (według aktu powołującego): 14,70 ha
- powierzchnia (dane nadesłane z nadleśnictwa): 15,12 ha
- rok utworzenia: 1975
- dokument powołujący: Zarządzenie Ministra Leśnictwa i Przemysłu Drzewnego z dnia 26 marca 1975 roku w sprawie uznania za rezerwat przyrody (MP nr 11, poz. 64).
- przedmiot ochrony (według aktu powołującego): zachowanie miejsca lęgowego orlika krzykliwego oraz fragmentu lasu grądowego o charakterze naturalnym.